# Der Stolz der 3. Kompanie
Pour plus de détails, voir Fiche technique et Distribution.
Der Stolz der 3. Kompanie (en français, La Fierté de la 3e compagnie) est un film allemand réalisé par Fred Sauer sorti en 1932.

## Synopsis
Le jeune soldat Diestelbeck a appris à faire de l'exercice dans la caserne. De plus, comme son supérieur, le sergent Krause, il essaie également de prendre la main de la fille de la restauratrice locale Emma Wacker. L'exercice et l'effort pour la bien-aimée le poussent à faire toutes sortes de farces et il attire l'attention parce qu'il peut bien imiter et caricaturer ses supérieurs. Il se laisse diriger dans un groupe de théâtre à l'occasion de la visite du prince. Ici, les rangs supérieurs jouent des rôles inférieurs et vice versa. Enfin, le prince régent visite les lieux et trouve également son amour dans les lieux, qui au départ ne croit pas à son statut.

## Fiche technique
- Titre : Der Stolz der 3. Kompanie
- Réalisation : Fred Sauer
- Scénario : Friedrich Raff (de)
- Musique : Hans May
- Direction artistique : Robert Neppach, Erwin Scharf
- Costumes : Dora Schmiedel
- Photographie : Friedl Behn-Grund
- Son : Carlo Paganini
- Montage : Fred Sauer
- Production : Leo Meyer (de)
- Sociétés de production : Deutsche Lichtspiel-Syndikat
- Société de distribution : Deutsche Lichtspiel-Syndikat
- Pays d'origine :  République de Weimar
- Langue : allemand
- Format : Noir et blanc - 1,37:1 - Mono - 35 mm
- Genre : Comédie
- Durée : 85 minutes
- Dates de sortie :
  - République de Weimar : 4 janvier 1932.
  - Royaume de Hongrie : 10 mars 1932.
  - États-Unis : 20 juillet 1932.

## Distribution
- Heinz Rühmann : Gustav Diestelbeck
- Adolf Wohlbrück : Le prince Willibald
- Eugen Burg : Le ministre von Schwarzenbecher
- Ferdinand von Alten : Martini, laquais
- Josef Peterhans : Le général commandant
- Walter Steinbeck (de) : Major Schering
- Viktor de Kowa : Lieutenant Fritz Gernsbach
- Fritz Kampers : Feldwebel Krause
- Gerhard Bienert : Sergent Schmidt
- Rudolf Platte : Sous-officier Knoll
- Heinz Förster-Ludwig (de) : Mousquetaire Lange
- Herbert Nußbaum (de) : Mousquetaire Baum
- Paul Henckels : Le vigneron Diestelbeck
- Arthur Mainzer : L'hôtelier
- Trude Berliner (de) : Vera, la chanteuse humoristique
- Ilse Korseck (de) : Gertrude
- Christl Mardayn : Emma Wacker

## Source de la traduction
- (de) Cet article est partiellement ou en totalité issu de l’article de Wikipédia en allemand intitulé « Der Stolz der 3. Kompanie » (voir la liste des auteurs).